# Guerra Iran-Israele
La guerra Iran-Israele, anche nota a livello giornalistico come guerra dei dodici giorni, è stato un conflitto armato tra Israele e Iran, scoppiato il 13 giugno 2025 a seguito dell'offensiva israeliana condotta con massicci attacchi aerei a sorpresa contro infrastrutture nucleari, basi militari e aree residenziali in territorio iraniano. L’operazione ha segnato l’inizio della guerra con la Repubblica Islamica dell’Iran, che in risposta ha lanciato un’ondata di attacchi missilistici contro obiettivi militari e civili in Israele, dando inizio ad un conflitto su larga scala.
L'attacco israeliano è avvenuto mentre erano in corso i negoziati sul nucleare iraniano tra Iran e Stati Uniti, che sono stati successivamente sospesi a causa dello scoppio della guerra.
Gli Stati Uniti, che hanno difeso Israele dai missili e dai droni iraniani sin dal primo giorno della guerra, sono entrati direttamente nel conflitto a partire dal nono giorno di guerra, bombardando tre siti nucleari iraniani. L'Iran ha reagito lanciando missili contro una base statunitense in Qatar. 
Il 24 giugno 2025, Israele e Iran concordarono un cessate il fuoco.

## Contesto
In seguito alla Rivoluzione iraniana del 1979, l'Iran assunse una posizione più critica nei confronti di Israele, ed emerse un conflitto per procura quando l'Iran sostenne i militanti sciiti libanesi durante la guerra del Libano del 1982, che gettarono le basi per la futura milizia Hezbollah. L’Iran ha iniziato a guadagnare potere e influenza con altri paesi e gruppi. Il conflitto si è evoluto con i tentativi israeliani di fermare il programma nucleare iraniano con l'uccisione di numerosi scienziati e i bombardamenti contro postazioni iraniane in Siria durante la guerra civile siriana.

### Tensioni durante la guerra Israele-Hamas
Il 7 ottobre 2023, Hamas, un gruppo militante palestinese parzialmente finanziato dall'Iran, ha lanciato un attacco contro Israele provocando la morte di quasi 1 200 israeliani, per lo più civili, e lo scoppio della guerra Israele-Hamas che nei due anni successivi è stata causa di oltre 70 000 morti palestinesi, dovute principalmente ai pesanti bombardamenti israeliani sulla Striscia di Gaza. Dopo l'attacco, Israele ha iniziato a prendere di mira ancora più frequentemente le truppe iraniane e filo iraniane in Siria come ritorsione. Nei mesi successivi crebbero i timori di una guerra regionale.
Il 25 dicembre 2023, Razi Mousavi, un comandante iraniano, è stato ucciso in un attacco aereo israeliano mirato contro la sua residenza a Sayyidah Zaynab, 10 km a sud di Damasco.
Il 20 gennaio 2024, Sadegh Omidzadeh, insieme ad altri quattro funzionari iraniani, Ali Aghazadeh, Saeed Karimi, Hossein Mohammadi e Mohammad Amin Samadi, vennero uccisi durante una riunione in un edificio nel distretto di Mezzeh a Damasco. Gli attacchi aerei israeliani, come riportato dall'Osservatorio siriano per i diritti umani, hanno provocato la completa distruzione dell'edificio, provocando la morte di almeno 10 militari.

## Crisi Iran-Israele (2024)
A partire dal 2024, il conflitto per procura Iran-Israele si è intensificato fino a diventare un confronto diretto tra i due Paesi. Sebbene già da molti anni erano avvenuti diversi episodi di ostilità tra le due nazioni con bombardamenti israeliani sulle milizie filo-iraniane in Siria nel contesto della guerra civile siriana, l'intensità degli scontri è aumentata notevolmente dopo il 1º aprile 2024, quando Israele ha bombardato il consolato iraniano a Damasco, uccidendo diversi funzionari iraniani e due civili. In risposta, l'Iran ha sequestrato la nave MSC Aries, collegata a Israele, e ha lanciato un attacco missilistico allo Stato di Israele il 13 aprile. Il 19 aprile Israele ha poi effettuato attacchi di ritorsione in Iran e Siria.
Anche altre nazioni hanno preso parte alla crisi. Stati Uniti, Regno Unito, Francia e Giordania hanno intercettato droni e missili iraniani per difendere Israele.
Le tensioni sono aumentate ulteriormente a seguito dell'assassinio di Ismail Haniyeh, leader politico di Hamas, avvenuto il 31 luglio per mano di Israele. L'attacco si è consumato mentre Haniyeh si trovava a Teheran, in Iran, in occasione della cerimonia per l'elezione del nuovo presidente iraniano Masoud Pezeshkian. In risposta, il 1º ottobre 2024 l'Iran ha lanciato una serie di missili contro Israele. il 26 ottobre successivo, Israele ha poi effettuato altri attacchi di rappresaglia contro l'Iran.

### Prima crisi

#### Bombardamento israeliano dell'ambasciata iraniana (1º aprile 2024)
Il 1º aprile 2024, Israele ha bombardato l'ambasciata iraniana a Damasco, in Siria. L'attacco ha ucciso 16 persone, tra cui due civili, diversi combattenti per procura e 7 membri del Corpo delle Guardie della Rivoluzione Islamica tra cui Mohammad Reza Zahedi, un comandante della Forza Quds. Secondo quanto riferito da alcune fonti, i funzionari iraniani nell'edificio si sarebbero incontranti con i leader militanti palestinesi al momento dell'attacco.
L'Iran ha promesso di rispondere e fonti occidentali sospettavano che avrebbe attaccato direttamente Israele. La Francia ha schierato la sua marina per difendere Israele. L'Arabia Saudita e gli Emirati Arabi Uniti hanno fornito a Israele informazioni sugli attacchi.
Il 13 aprile 2024, la Marina del Corpo delle guardie della rivoluzione islamica ha preso il controllo della nave portacontainer MSC Aries, registrata in Portogallo, nello stretto di Hormuz, dove è stata abbordata da commando iraniani in acque internazionali al largo delle coste degli Emirati Arabi Uniti tramite elicottero. La nave è affittata a MSC da Gortal Shipping, una società affiliata di Zodiac Maritime, il cui committente è israeliano. In seguito all'incidente, Israele ha chiesto all'Unione europea di sanzionare l'IRGC.

#### Attacchi iraniani su Israele (13-14 aprile 2024)
All'inizio del 13 aprile, Hezbollah ha attaccato il sud di Israele con circa 40 razzi. Israele ha risposto bombardando un sito di produzione di armi di Hezbollah in Libano.
Successivamente, l'Iran ha attaccato Israele con circa 300 droni e numerosi missili balistici. Anche gli Houthi, la Resistenza islamica in Iraq, l'Organizzazione Badr e il True Promise Corps hanno lanciato attacchi contro Israele sotto il comando iraniano. La Siria ha abbattuto alcuni droni israeliani. Stati Uniti, Regno Unito e Giordania hanno intercettato oltre 100 droni iraniani. I droni e i missili alla fine colpirono varie città in Israele, Cisgiordania e alture del Golan. L'attacco ha danneggiato anche le basi aeree di Nevatim e Ramon. 33 civili sono rimasti feriti.

#### Tensioni accentuate (14-18 aprile 2024)
Funzionari israeliani e statunitensi hanno condotto valutazioni situazionali quella notte. Gli Stati Uniti hanno affermato che non prenderanno parte a un attacco di ritorsione contro l'Iran. Quest'ultimo ha minacciato che se Israele avesse reagito, direttamente o indirettamente, avrebbe reagito più duramente. Israele ha affermato che l'attacco meritava una risposta. Gli Stati Uniti hanno avvertito Israele di dar prova di moderazione, e il gabinetto di guerra israeliano ha discusso della portata della risposta israeliana. Israele ha ritardato i piani per iniziare un'offensiva a Rafah quella settimana in modo da poter determinare una risposta.
Il gabinetto di guerra continuò a discutere sulla risposta israeliana durante la settimana successiva. Il governo ha preso in considerazione opzioni militari e diplomatiche, con pressioni internazionali per allentare la situazione e influenzare le decisioni. Il 18 aprile è stato riferito che gli Stati Uniti avrebbero dato il via libera all'offensiva di Rafah in cambio dell'assenza di un attacco israeliano all'Iran. Gli Stati Uniti e l’Unione Europea hanno inasprito le sanzioni contro l’Iran.

#### Risposta israeliana (19 aprile 2024)
La mattina del 19 aprile Israele ha reagito all'Iran. Israele ha attaccato tre obiettivi all'interno o nelle vicinanze dell'aeroporto internazionale di Isfahan, inclusa una base militare. Uno degli obiettivi era un radar per il sito nucleare di Natanz. L'Iran ha affermato che la sua difesa aerea ha abbattuto tutti i proiettili israeliani e che le esplosioni provenivano dalla difesa aerea, ma le immagini satellitari hanno mostrato una batteria di difesa aerea distrutta e danni al sistema radar. Israele non ha commentato né rivendicato la responsabilità di alcun attacco. Nel sud della Siria sono state prese di mira le basi dell’ASA, provocando perdite materiali. Si sono udite esplosioni e aerei da combattimento anche in Iraq, e detriti di un missile israeliano sono stati trovati nell'Iraq centrale, suggerendo che Israele abbia sparato da lì.

#### De-escalation (20 aprile - 30 luglio 2024)
I media statali iraniani hanno minimizzato l'attacco israeliano. Funzionari iraniani hanno affermato che non è stata pianificata alcuna ritorsione contro Israele. Una fonte anonima ha detto alla CNN che gli attacchi diretti da stato a stato erano finiti. Gli analisti hanno affermato che l'attacco e la reazione iraniana hanno dimostrato che entrambe le parti vogliono allentare l'escalation, ma che Israele ha la capacità di infliggere maggiori danni in una guerra su vasta scala.

### Seconda crisi

#### Assassinio di Ismail Haniyeh in Iran (31 luglio 2024)
Il 31 luglio 2024, Ismāʿīl Haniyeh, leader politico di Hamas, è stato assassinato insieme alla sua guardia del corpo personale nella capitale iraniana Teheran da un attacco israeliano. L'Iran lo ha definito una violazione della propria sovranità. L'assassinio è avvenuto poche ore dopo il bombardamento israeliano su Beirut che ha ucciso il comandante di Hezbollah Fuad Shukr.

#### Escalation (1° agosto - 26 ottobre 2024)
Nei giorni successivi all'assassinio di Haniyeh, l'Iran minacciava che avrebbe attaccato nuovamente Israele, tuttavia l'attacco non avvenne immediatamente a causa delle pressioni internazionali esercitate contro l'Iran e per il fatto che in tali giorni si stavano svolgendo i negoziati tra Hamas e Israele finalizzati ad un cessate il fuoco, e i diplomatici iraniani avevano affermato che se tali negoziati avessero avuto un esito positivo l'Iran avrebbe rinunciato alla ritorsione. Tuttavia, a seguito del fallimento dei negoziati tra Hamas e Israele, e all'intensificarsi dell'escalation tra Israele ed Hezbollah, che culminò con l'uccisione di Hassan Nasrallah e del generale iraniano della Forza Quds in Libano Abbas Nilforoushan da parte di un attacco aereo israeliano il 27 settembre 2024, l'Iran attaccò Israele il 1° ottobre successivo con circa 200 missili balistici, provocando qualche danno a delle basi aeree israeliane. Il 26 ottobre successivo, Israele risponde lanciando 3 ondate di attacchi contro 20 località iraniane, colpendo diversi siti militari iraniani, tra cui batterie di difesa aerea, e alcuni impianti di produzione di missili, uccidendo 4 ufficiali iraniani e una guardia di sicurezza. L'Iran non reagì e ci fu una temporanea de-escalation.

## Guerra (2025)

### Operazione "Leone Nascente" israeliana
Intorno alle 2 del mattino del 13 giugno 2025 Israele ha sferrato a sorpresa un attacco diretto nel territorio iraniano, bombardando siti nucleari, militari ed edifici residenziali, uccidendo diversi militari e scienziati iraniani di primo piano assieme alle loro famiglie mentre stavano dormendo; l'azione è stata denominata operazione Rising Lion (o Leone Nascente). Israele ha affermato che si tratta di una guerra con l'Iran e non di una semplice operazione militare. Verso la sera del 13 giugno l'Iran risponde lanciando oltre 100 missili balistici, riuscendo a colpire Tel Aviv e Gerusalemme e causando vittime. La motivazione dell'inizio dei bombardamenti israeliani sarebbe il presunto sviluppo di armi atomiche nel territorio iraniano nei prossimi mesi, cosa tuttavia negata sia da Rafael Grossi, direttore generale dell'Agenzia internazionale per l'energia atomica (AIEA), che dall'Iran stesso che ha invece affermato che l'avanzamento dell'arricchimento dell'uranio sia unicamente per scopi civili e ha ribadito che sono stati gli Stati Uniti ad aver stracciato nel 2018 l'accordo sul nucleare iraniano e reimposto le sanzioni nonostante l'Iran fino a quel momento l'accordo lo stesse rispettando pienamente. Inoltre, la direttrice dell'intelligence nazionale statunitense, Tulsi Gabbard, ha testimoniato al congresso che l'intelligence continua a ritenere che l'Iran non stia costruendo un'arma nucleare e che comunque se avesse voluto farlo avrebbe avuto bisogno di diversi anni e non di pochi mesi come aveva affermato Israele.

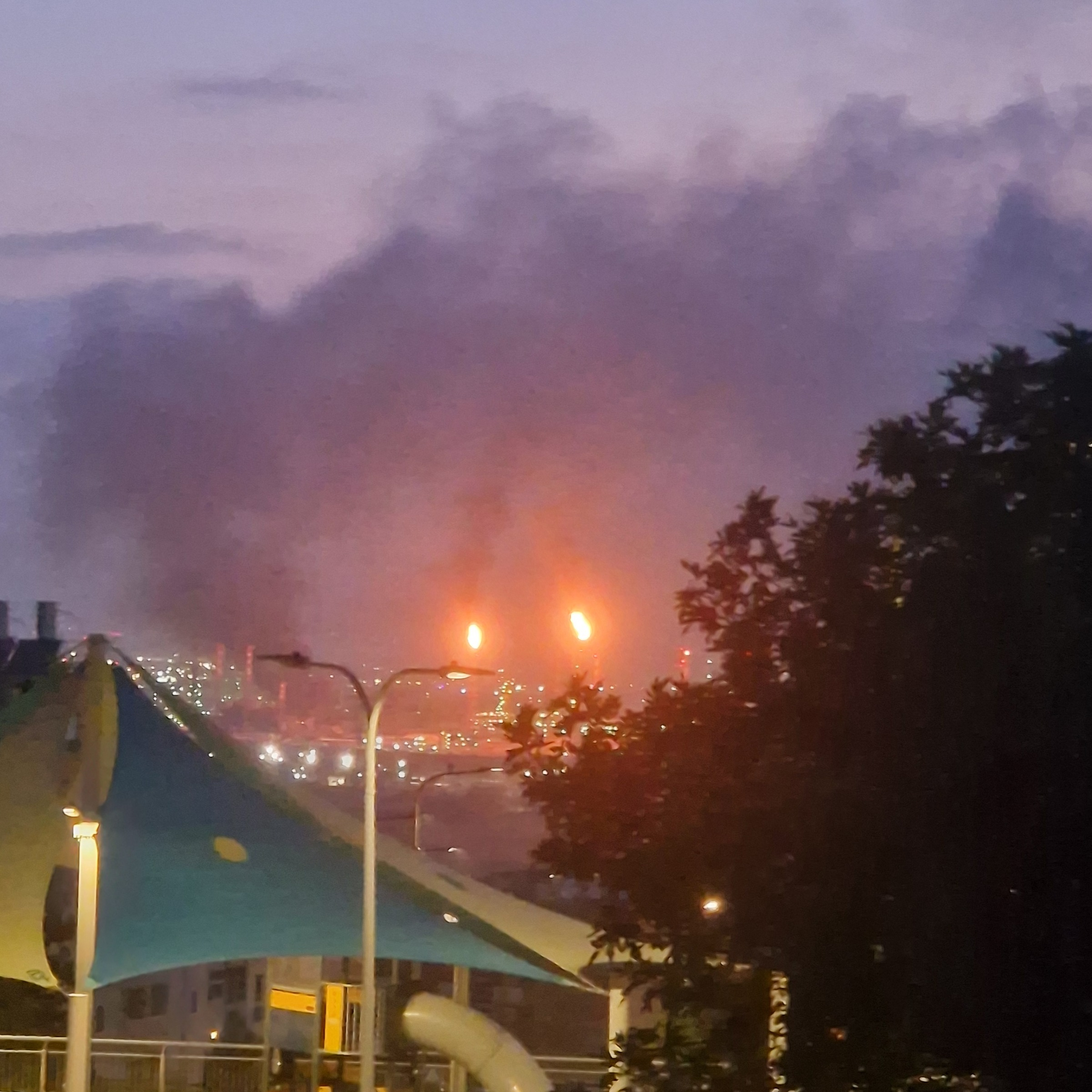
Attacco iraniano alle raffinerie di petrolio di Haifa nella notte tra il 15 e il 16 giugno 2025

Il 14 giugno Israele colpisce ulteriori comandanti IRGC, depositi di missili, infrastrutture nucleari e inizia a colpire anche depositi di carburante, raffinerie e impianti energetici, mentre l'Iran replica colpendo ancora Israele, causando altre vittime civili e militari.

Nei due giorni successivi, Israele continua a bombardare siti nucleari e basi militari ed estende la sua offensiva contro ulteriori siti energetici iraniani. Annuncia inoltre la morte del capo dell’intelligence militare iraniana, del suo vice e di un altro ufficiale. In risposta, l'Iran lancia ulteriori missili contro città israeliane, uccidendo diverse persone tra cui 3 dipendenti del gruppo petrolifero israeliano Bazan con sede a Haifa, il quale afferma che tutti gli impianti di raffinazione sono stati chiusi dopo che una centrale elettrica è stata gravemente danneggiata. Il Parlamento iraniano considera inoltre l’uscita dal Trattato di non proliferazione nucleare (NPT); il leader supremo Khamenei promette “minacce amare e dolorose” a Israele. Israele lancia poi un attacco sull'ospedale Farabi di Kermanshah, nell'ovest dell'Iran. Colpisce inoltre la sede della TV di stato iraniana, uccidendo diversi giornalisti e dipendenti. L'Iran lo definisce un "crimine di guerra" e promette vendetta.

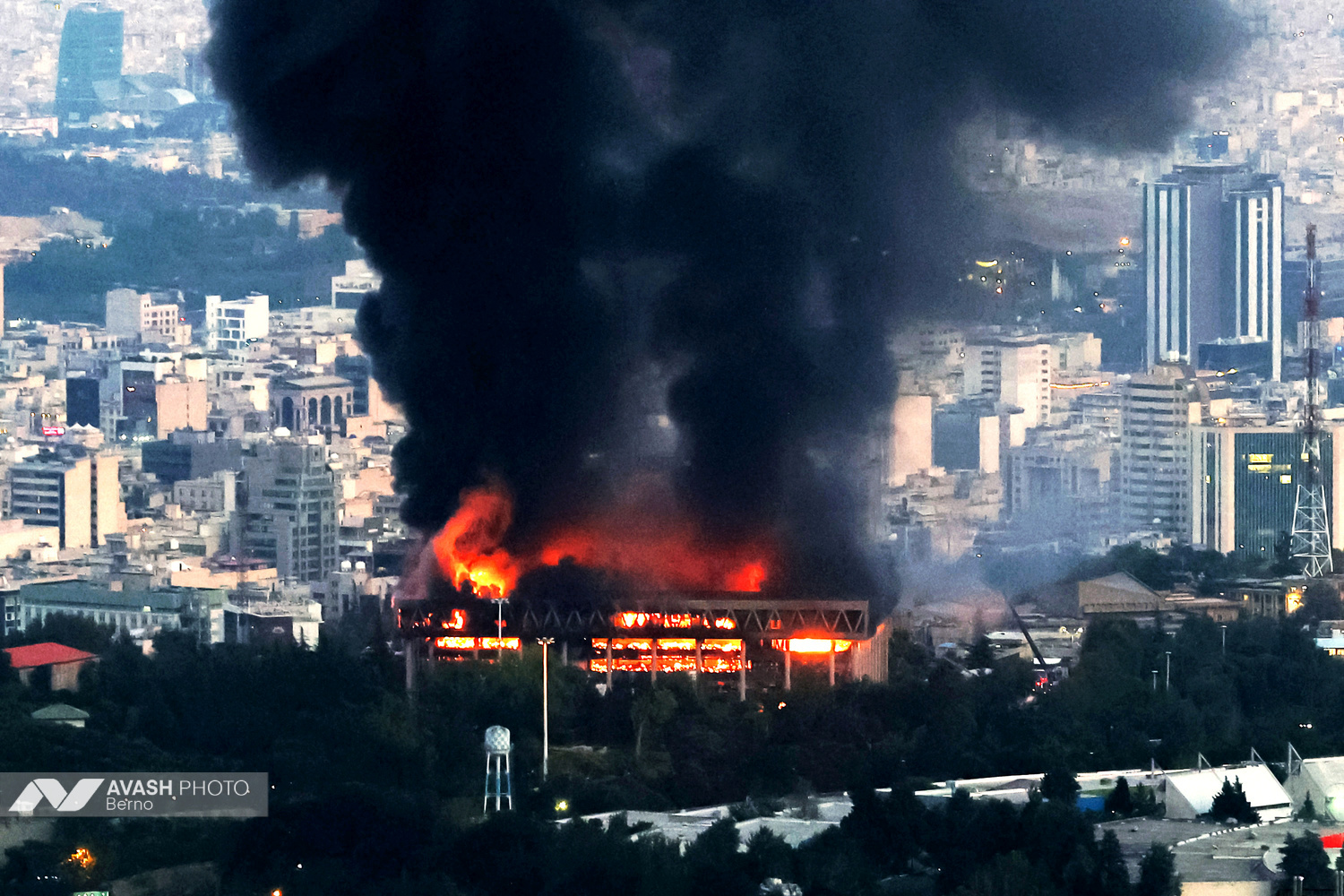
Attacco israeliano allo studio televisivo IRIB a Teheran, 16 giugno 2025

il 17 giugno aumentano i bombardamenti sul territorio iraniano, e nello stesso giorno il presidente statunitense Donald Trump chiede ai 10 milioni di residenti di Teheran di abbandonare la città e chiede all'Iran una resa incondizionata.
Il direttore dell'AIEA, Rafael Grossi, afferma il 18 giugno che loro non abbiano mai detto che l'Iran sta costruendo un'arma nucleare. Lo stesso giorno, gli hacker israeliani attaccano Nobitex, il più grande exchange iraniano di criptovalute, rubando 48 milioni di dollari agli utenti.

Il 19 giugno Israele colpisce il reattore ad acqua pesante di Arak L'Iran lancia invece decine di missili balistici contro alcune città israeliane, danneggiando diversi edifici tra cui la Borsa di Tel Aviv, distruggendo parte dell'ospedale Soroka di Be'er Sheva e ferendo 271 persone; in una successiva nota il ministro degli esteri iraniano Abbas Araghchi ha affermato che l'ospedale è stato danneggiato dall'onda d'urto di un attacco missilistico di precisione che ha eliminato un quartier generale del Comando di controllo e intelligence militare israeliano e un altro obiettivo vitale. Vladimir Putin e Xi Jinping fanno dichiarazioni in cui condannano gli attacchi israeliani sull'Iran.

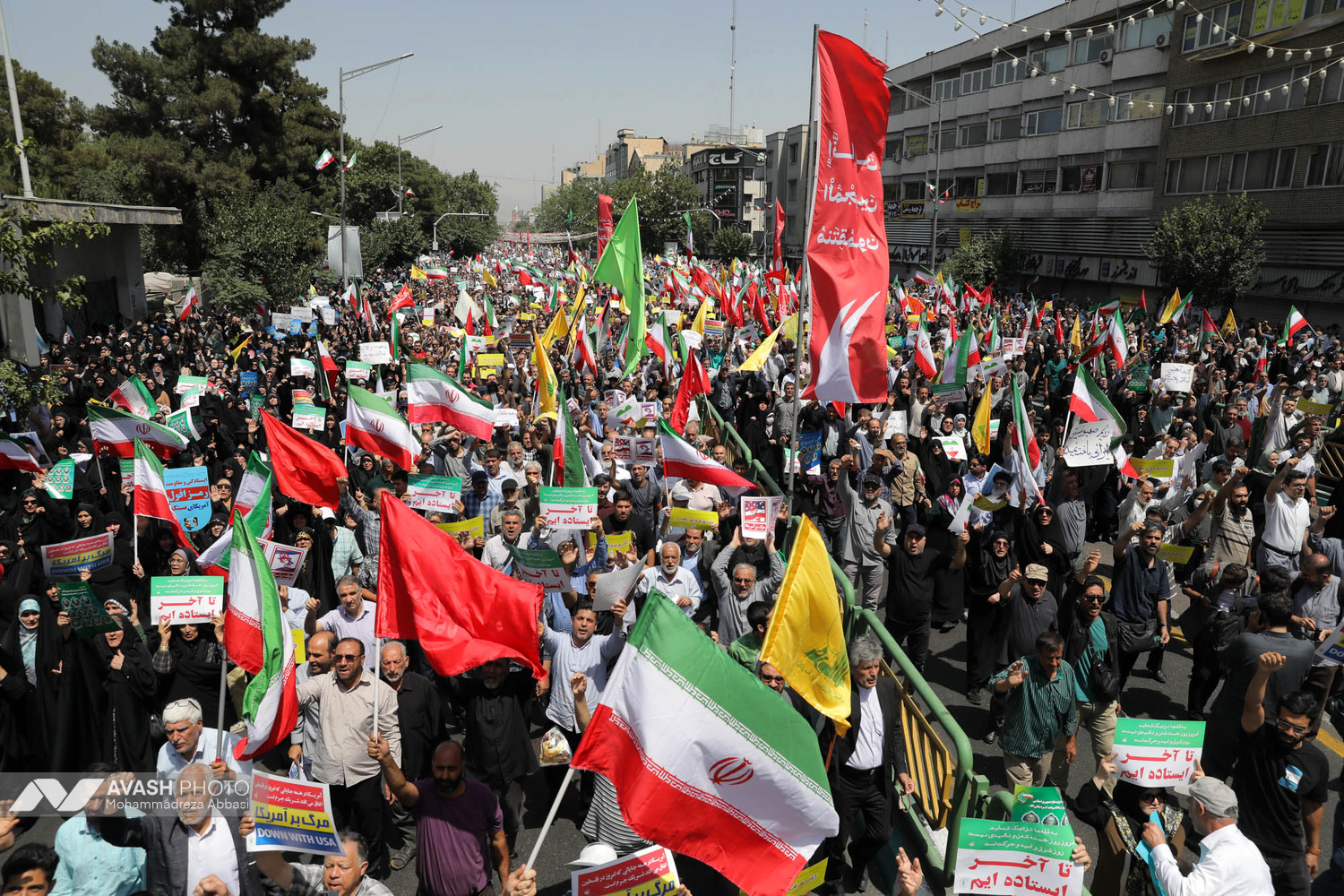
Protesta a Teheran contro gli attacchi israeliani all'Iran, 20 giugno 2025

Il 20 giugno le forze di difesa israeliane hanno riferito di aver preso di mira numerosi siti militari in Iran durante la notte, tra cui impianti di produzione di missili e un centro di ricerca nucleare a Teheran, hanno inoltre affermato di aver distrutto 35 lanciamissili iraniani in mattinata. L'Iran risponde lanciando ulteriori missili verso Israele che hanno colpito Be'er Sheva, danneggiando edifici residenziali e provocando danni visibili all'ufficio di Microsoft, al parco tecnologico di Gav-Yam Negev e anche alla stazione ferroviaria centrale che è stata poi temporaneamente chiusa.
Il 21 giugno Israele colpisce tre edifici a Isfahan, con i media iraniani che hanno riferito che un impianto nucleare è stato preso di mira. Il ministro della difesa israeliano Israel Katz ha detto che è stato eliminato il comandante della Forza Quds Saeed Izadi e che è stato colpito il veicolo del comandante dell'IRGC Behnam Shahriyari. Nello stesso giorno l'Iran conferma l'uccisione di un decimo scienziato nucleare, Isar Tabatabai-Qamsheh. Le forze di difesa israeliane hanno annunciato di aver attaccato decine di obiettivi militari nell'area di Ahvaz, utilizzando 30 jet da combattimento che hanno sganciato circa 50 munizioni. Tra gli obiettivi c'erano un deposito di missili balistici e un sito radar. L'aeronautica israeliana colpisce anche edificio residenziale a Qom, uccidendo un adolescente. Un attacco a Teheran ha ucciso un'ex guardia del corpo del defunto leader di Hezbollah, Hassan Nasrallah. Sono scoppiati incendi a Tel Aviv e nella vicina città di Holon dopo che l'Iran ha lanciato una nuova ondata di missili, ed è stato ha colpito un edificio residenziale a Beit She'an.

### Operazione "Martello di Mezzanotte" statunitense e fine del conflitto
Nella notte del 22 giugno ha inizio l'operazione militare denominata Midnight Hammer (o Martello di Mezzanotte), con gli Stati Uniti che intervengono direttamente nel conflitto, compiendo attacchi aerei contro tre siti nucleari iraniani situati a Fordow, Natanz ed Esfahan.. 
Il 23 giugno Israele bombarda la prigione di Evin a Teheran uccidendo più di 70 persone e ferendone decine, tra cui militari, prigionieri, i familiari dei prigionieri in visita, assistenti sociali, medici e infermieri. Gli attacchi sono avvenuti durante l’orario delle visite ai prigionieri. Amnesty International lo ha definito una grave violazione del diritto internazionale e un crimine di guerra.
Il 24 giugno, l'Iran risponde con un attacco alle basi militari statunitensi in Qatar. Lo stesso giorno, il presidente Donald Trump annuncia su Truth Social di aver raggiunto un accordo per un cessate il fuoco della durata di 12 ore tra le parti che, se rispettato, potrebbe porre fine al conflitto. Il capo di Stato americano ribattezza inoltre il conflitto "Guerra dei 12 giorni", termine successivamente ripreso anche dai media internazionali. Nelle ore successive, tuttavia, i due Paesi si accusano reciprocamente di aver violato la tregua in vigore, senza che tuttavia riprendessero i combattimenti. Sempre il 24 giugno la Repubblica Islamica annuncia l'entrata in vigore del cessate il fuoco definitivo, ufficializzato anche da Trump con un post su X.

## Leader militari e politici uccisi

### 2023
- Seyed Razi Mousavi – ufficiale dei Guardiani della rivoluzione in servizio nell'unità Forza Quds in Siria, Sayyidah Zaynab, 27 dicembre 2023[122]

### 2024
- Mohammad Reza Zahedi – generale dei Guardiani della rivoluzione dell'unità Forza Quds in Libano e Siria, Damasco, 1 aprile 2024[43]
- Fuad Shukr – comandante supremo dell'unità strategica e del progetto missilistico di precisione di Hezbollah, Beirut, 31 luglio 2024
- Isma'il Haniyeh – Presidente dell'Ufficio politico di Hamas dal 2017 ed ex Primo ministro dell'ANP, Teheran, 31 luglio 2024
- Abbas Nilforooshan – generale dei Guardiani della rivoluzione dell'unità Forza Quds in Libano e in Siria e successore di Mohammad Reza Zahedi, Beirut, 27 settembre 2024[123]
- Hassan Nasrallah – segretario generale del partito Hezbollah e numero uno dell'intera organizzazione, Beirut, 27 settembre 2024

### 2025
- Amir Ali Hajizadeh – comandante delle forze aerospaziali dei Guardiani della rivoluzione, 13 giugno 2025
- Gholam Ali Rashid – comandante del Quartier generale centrale Khatam-al Anbiya (KCHQ), 13 giugno 2025
- Hossein Salami – comandante in capo del corpo dei Guardiani della rivoluzione, 13 giugno 2025
- Mohammad Bagheri – capo di Stato maggiore delle Forze armate iraniane, 13 giugno 2025
- Ali Shadmani – comandante del Quartier generale centrale Khatam-al Anbiya (KCHQ), 17 giugno 2025[124]